# Matrimonio forzado

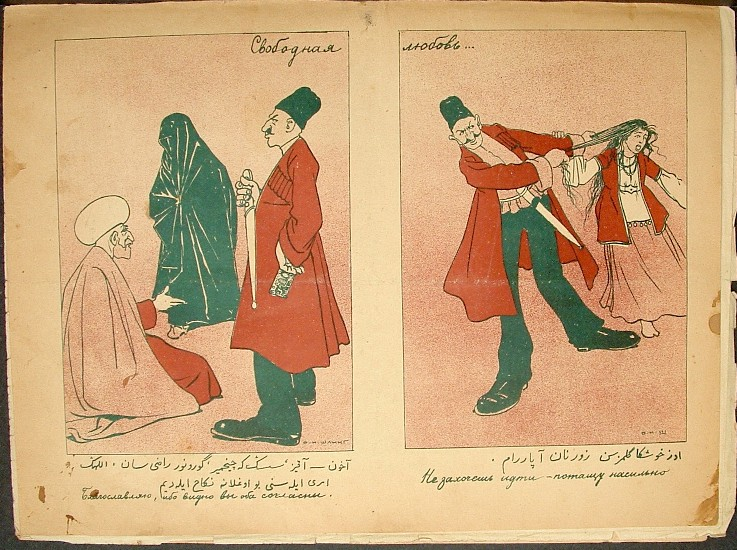
Crítica a la tradición de matrimonio forzado Azerí en una revista satírica del.

Matrimonio forzado es un casamiento en el que una o las dos partes son unidas sin su consentimiento o en contra de su voluntad.

## Descripción
Un matrimonio forzado difiere de un matrimonio concertado, en que las dos partes consienten en la asistencia de los padres o una tercera parte (como una casamentera) en identificar a la esposa o al esposo. El matrimonio forzado sigue siendo practicado en partes de Asia del Sur, Asia Oriental y África y entre los inmigrantes de estas regiones en los países Occidentales. Algunos estudiosos objetan el uso del término "matrimonio forzado" porque invoca el lenguaje de consentimiento legítimo usado en el matrimonio (como esposo/esposa) y por experiencia esto es precisamente lo opuesto. Existe una alternativa de variantes, incluyendo asociación conyugal forzada y esclavitud conyugal.
Las Naciones Unidas ven al matrimonio forzado como una forma de violación a los derechos humanos, ya que viola los principios de libre elección y autonomía de los individuos. La Declaración Universal de los Derechos Humanos afirma los derechos de la mujer a elegir un esposo y entrar libremente en el matrimonio esto es central para su vida, dignidad e igualdad ante la ley como ser humano.  La Iglesia católica ve al matrimonio forzado como motivo para pedir la anulación — para que un matrimonio sea válido las dos partes deben dar el consentimiento libremente. La Convención suplementaria para la abolición de la esclavitud también prohíbe el matrimonio sin el derecho de poder refutarlo independientemente de los deseos de los padres, la familia y/u otras personas y requiere el mínimo de edad para el matrimonio.
Una de las posibles causas de este tipo de aberraciones radica principalmente en los embarazos prematuros (muchas veces esto lo aplican los padres de la embarazada como una forma de castigar al responsable).

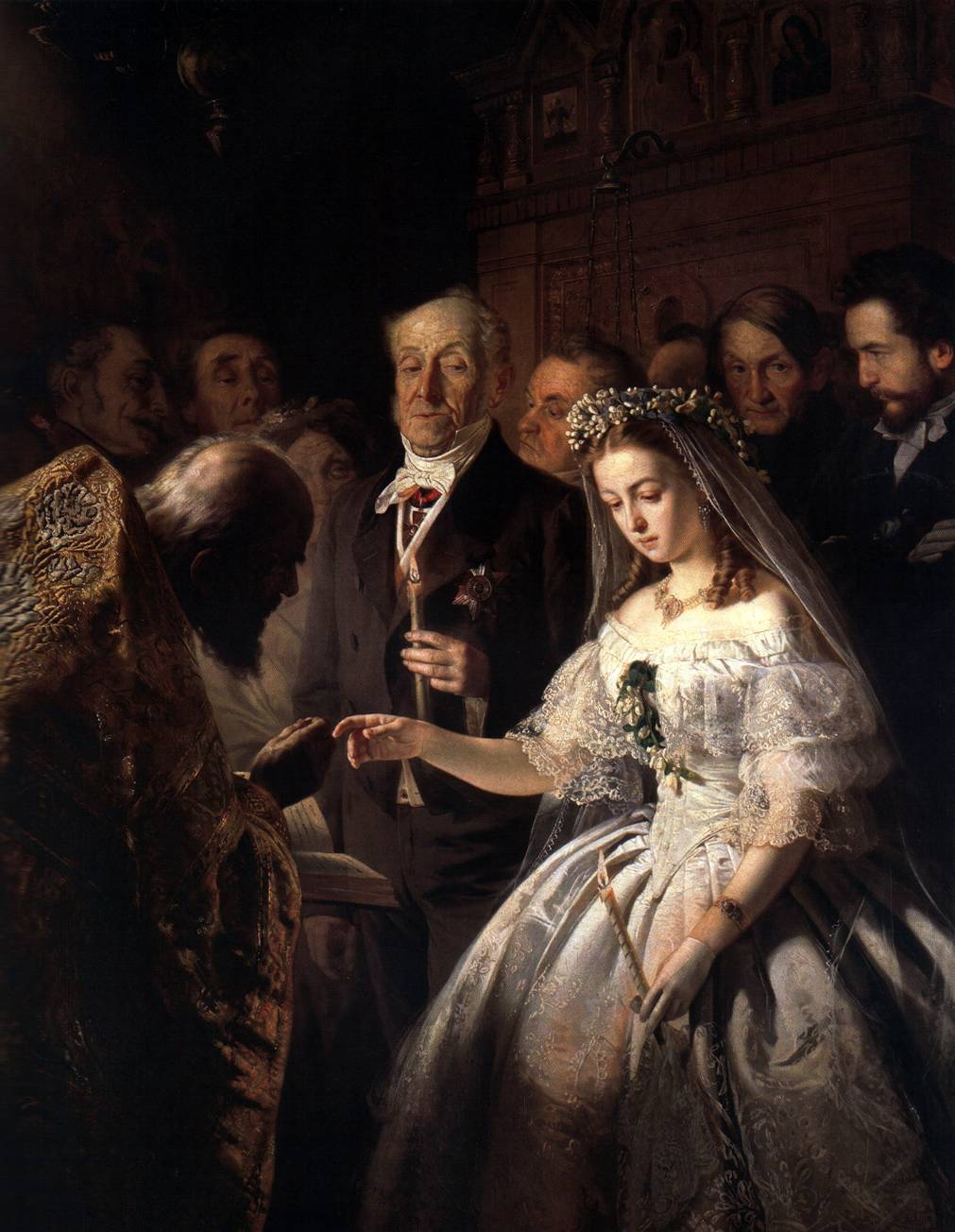
El matrimonio desigual (1863), de Vasili Pukirev.

En 2013 fue adoptada la primera resolución del Consejo de Derechos Humanos de las Naciones Unidas en contra del matrimonio infantil, temprano y forzado; la resolución reconoce al matrimonio infantil, temprano y forzado como involucrando una violación de los derechos humanos que "previene a individuos de vivir sus vidas libres de toda forma de violencia y que tiene adversas consecuencias en el disfrute de los derechos humanos, como el derecho a la educación, [y] el derecho a los más altos estándares de salud incluyendo la salud sexual y reproductiva," y también afirma que "la eliminación del matrimonio infantil, temprano y forzado debe ser considerado en las discusiones de la agenda de desarrollo post-2015."
La periodista Evangelina Hernández revela el mundo de varias generaciones de proxenetas tlaxcaltecas que, bajo engaños, secuestros, amenazas y violencia, someten a sus víctimas -mujeres de todas las edades- para obligarlas a que se dediquen al sexo servicio y les generen una riqueza que ha sido estímulo para que otros hombres los imiten. La práctica de los padrotes de Tlaxcala es tan común que la misma sociedad de ese estado la ve como algo natural y cotidiano, e inspira a las nuevas generaciones a seguir en esa espiral de violencia machista, donde la mujer es vista como un objeto que puede explotarse indefinidamente para obtener ganancias económicas. Lo peor de todo, como queda plasmado en el libro, es que las propias mujeres están en tal grado de sometimiento, que desde niñas piensan que no hay para sí otra clase de destino que él no sean vejaciones y abusos. "Poco se respeta a las mujeres en Tenancingo, porque ahí es la cuna de los padrotes y ellos son los que mandan, o al menos eso dicen en las calles, en las redes sociales y hasta en los portales de Internet institucionales”, asegura la autora al documentar cada una de sus afirmaciones.

## Aspectos culturales
En el habla coloquial venezolana existe un adagio muy popular que reza «más pesado que un matrimonio a juro». 